# Selenops candidus
Selenops candidus is een spinnensoort in de taxonomische indeling van de Selenopidae.
Het dier komt voor in Jamaica, en is als exoot wel met bananen mee in de Verenigde Staten terechtgekomen.
Het dier behoort tot het geslacht Selenops. De wetenschappelijke naam van de soort werd voor het eerst geldig gepubliceerd in 1953 door Martin Hammond Muma.